# Saralanj, Aragatsotn
Saralanj là một đô thị thuộc tỉnh Aragatsotn, Armenia. Dân số ước tính năm 2011 là 236 người.